# Анисимова Поляна
А́нисимова Поля́на (рос. Анисимова Поляна, башк. Анисимова Поляна) — село у складі Шаранського району Башкортостану, Росія. Входить до складу Писаревської сільської ради.
Населення — 83 особи (2010; 117 у 2002).
Національний склад:
- росіяни — 86 %